# Relaciones Alemania-Paraguay
Las relaciones Alemania-Paraguay (en alemán: beziehungen zwischen Deutschland und Paraguay) son las relaciones diplomáticas entre la República Federal de Alemania y la República de Paraguay. Ambas naciones disfrutan de relaciones amistosas, cuya importancia se centra en la historia de la inmigración alemana en Paraguay. Aproximadamente 300 000 paraguayos afirman ser de origen alemán. Históricamente, el Reino de Prusia fue el primer estado alemán en establecer relaciones diplomáticas con Paraguay en 1860, poco antes de la guerra contra la Triple Alianza. Ambas naciones son miembros de las Naciones Unidas.

## Historia

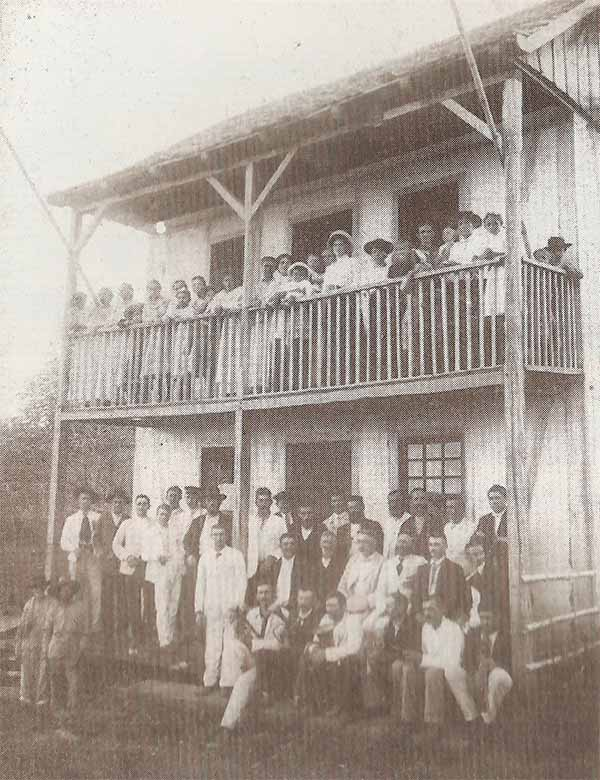
Inmigrantes alemanes en Hohenau, Paraguay, 1912.

Paraguay estableció relaciones diplomáticas con Prusia en 1860. A raíz de la Guerra de la Triple Alianza entre Paraguay y sus vecinos; Paraguay perdió hasta el 69% de su población, la mayoría debido a enfermedades, hambre y agotamiento físico, de los cuales el 90% eran masculino. Como resultado, Paraguay tomó medidas para promover la inmigración al país. Varias comunidades de Europa y Asia tomaron la iniciativa de establecerse en Paraguay. Uno de los primeros grupos fue un grupo de alemanes liderados por Bernhard Förster y Elisabeth Förster-Nietzsche (la hermana del filósofo alemán Friedrich Nietzsche) que llegaron a Paraguay en 1887 con 14 familias alemanas para establecer y crear una comunidad modelo en el Nuevo Mundo, y demostrar la supremacía de la cultura y la sociedad alemán. El asentamiento que establecieron se llamó la Nueva Germania. El asentamiento no duró y varias personas del asentamiento regresaron a Alemania, sin embargo, muchos se quedaron y sus descendientes permanecen en Paraguay hoy. Grupos posteriores de menonitas llegaron a Paraguay y se establecieron en la región Gran Chaco del país.
En 1922, Alemania abrió una legación diplomática en Asunción. Entre las dos guerras mundiales, hubo varias oleadas más de inmigración alemana al país. Durante la Segunda Guerra Mundial, Paraguay inicialmente estuvo a favor de las potencias del Eje, sin embargo, debido a la presión internacional, Paraguay declaró la guerra a las potencias del Eje en febrero de 1945. Durante la guerra, Paraguay fue un importante punto de acceso para el espionaje alemán durante Operación Bolívar. Después de la guerra, Paraguay recibió varios nazis al país escapando de la captura y el juicio internacional. Nazis notables como Eduard Roschmann y Josef Mengele se habían mudado a Paraguay. En 1959, Josef Mengele se naturalizo como ciudadano paraguayo y residió en el pueblo de Hohenau, Paraguay cerca de la frontera argentina.
En 1954, el Alemania Occidental abrió una embajada en Asunción. Ese mismo año, Alfredo Stroessner se convirtió en el Presidente de Paraguay. Stroessner era de origen alemán por el lado de su padre y gobernó Paraguay durante 35 años. Su tiempo en el cargo se hizo conocer como El Stronato. Stroessner mantuvo estrechos lazos políticos con el Alemania Occidental y realizó varias visitas al país, sin embargo, las relaciones entre el Alemania Occidental y Stroessner se deterioraron cuando el gobierno del Alemania Occidental lo presionó para que dejara de albergar a criminales de guerra nazis en Paraguay. En 1964, el gobierno de Alemania Occidental le pidió a Stroessner que extraditara a Mengele, pero Stroessner se negó y declaró que Paraguay no extradita a sus ciudadanos. En febrero de 1989, Stroessner fue expulsado del poder y las relaciones entre el Alemania Occidental y Paraguay se reanudaron una vez más.
Después de la Reunificación alemana; Alemania ha seguido ayudando a Paraguay en el camino hacia la democracia, tanto como en sus investigaciones sobre las violaciones de derechos humanos cometidas durante la dictadura de Stroessner. La agencia de desarrollo alemana, GIZ, ha desarrollado varios proyectos relacionados con el desarrollo en Paraguay. Además, los líderes de ambas naciones se han reunido en numerosas ocasiones y han firmado varios acuerdos bilaterales. En mayo de 2019, el ministro de Relaciones Exteriores paraguayo, Luis Alberto Castiglioni, visitó Alemania y se reunió con el ministro de Relaciones Exteriores alemán, Heiko Maas. Durante su visita, el ministro Castiglioni solicitó el apoyo continuo de Alemania para fortalecer el estado de derecho; becas para programas especializadas y asistencia en la lucha contra la deforestación y el cambio climático en Paraguay.

## Comercio
En 2019, el comercio entre ambas naciones ascendió a €270 millones de euros. Las principales exportaciones de Alemania a Paraguay incluyen: piezas de vehículos, maquinaria y productos químicos. Las principales exportaciones de Paraguay a Alemania incluyen: materias primas, especialmente semillas oleaginosas y frutos oleaginosos. Los principales focos de la cooperación alemana con Paraguay es el desarrollo rural y la gestión sostenible de sus recursos naturales.

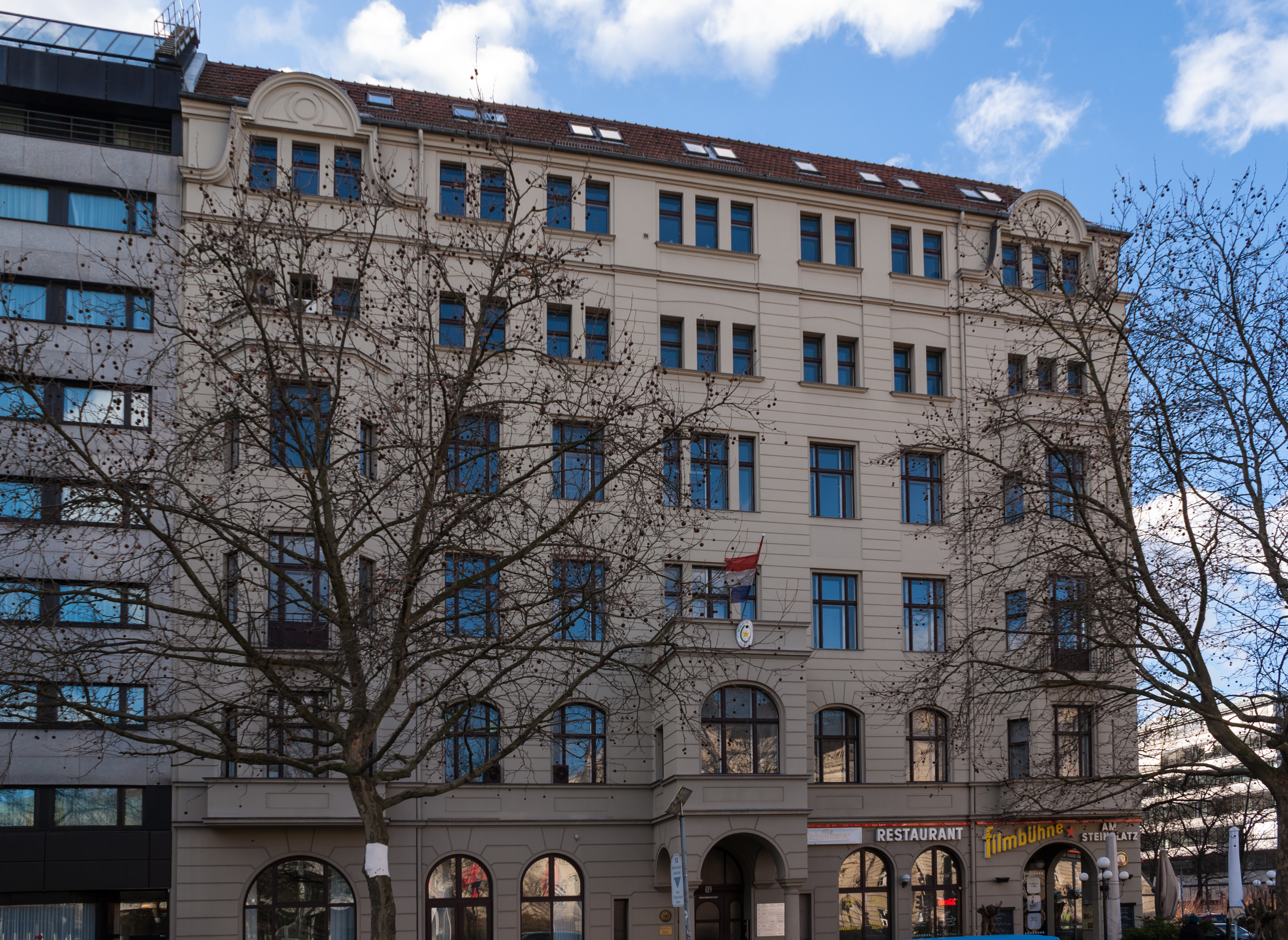
Embajada del Paraguay en Berlín

## Misiones diplomáticas residentes
- Alemania tiene una embajada en Asunción.[10]
- Paraguay tiene una embajada en Berlín y un consulado-general en Fráncfort del Meno.[11]